# Mestre Gabriel
José Gabriel da Costa, mais conhecido como Mestre Gabriel (Coração de Maria, 10 de fevereiro de 1922 – Brasília, 24 de setembro de 1971), é o fundador da União do Vegetal, religião de origem amazônica que utiliza em seu ritual o chá Hoasca (ayahuasca), também chamado de Vegetal.
Foi seringueiro, “soldado da borracha”. Em 1959, quando trabalhava nos seringais do Acre, na fronteira entre o Brasil e a Bolívia, entrou em contato com o chá Hoasca. Lá, começou a distribuir o chá, formando os seus primeiros discípulos. Em 22 de julho de 1961, ainda dentro da floresta, declarou a criação da União do Vegetal, religião que tem como símbolo a Luz, a Paz e o Amor.

## Biografia
José Gabriel da Costa, oitavo dos 14 filhos de Manuel Gabriel da Costa e de Prima Feliciana da Costa, nasceu no dia 10 de fevereiro de 1922, ao meio-dia, no Estado da Bahia, na Fazenda Pedra Nova, município de Coração de Maria, próximo à cidade de Feira de Santana. Conta-se que, quando menino, diferenciava-se dos irmãos por sua inteligência, agilidade e sabedoria. Com cerca de 20 anos, foi morar em Salvador, onde trabalhou no comércio no Mercado Sete Portas e, depois, como condutor de bonde. Ainda em Salvador, ficou conhecido na capoeira como Mestre Zé Bahia. Também na capital baiana, recebia nos terreiros de umbanda a entidade "Sultão das Matas".
Em Janeiro de 1944, época da 2ª Guerra Mundial, José Gabriel da Costa alistou-se para trabalhar nos seringais da Amazônia, na extração do látex para a fabricação da borracha. O Brasil havia ingressado no bloco aliado antinazista, e José Gabriel da Costa escolheu servir como “soldado da borracha” no Território Federal do Guaporé, hoje Estado de Rondônia.
De 1944 a 1946, jovem e solteiro, morou nos seringais Bom Futuro e Triunfo, no Estado do Acre. Ainda não trabalhava como seringueiro, fornecia lenha para a construção da Estrada de Ferro Madeira Mamoré. De volta a Porto Velho, trabalhou no Hospital São José, como auxiliar de enfermagem. Lá conheceu Raimunda Ferreira da Costa, a "Pequenina", com quem se casou em 10 de maio de 1947, na Vila Jaci-Paraná.
De 1950 a 1958, trabalhou nos seringais Bom Destino, Empresa Jaci-Paraná, Orion e Porto Luiz como seringueiro, e quando na cidade de Porto Velho, com pequeno comércio de sua propriedade, sempre acompanhado da família. De 1959 a 1964, decidiu permanecer nos seringais por mais tempo. No dia 1º de abril de 1959, no Seringal Guarapari, teve o primeiro contato com o chá Hoasca, acontecimento marcante em sua biografia.
Nos seringais, a data de 1º de abril era considerada feriado, e nesse dia foi marcada uma distribuição do chá por um homem de nome Chico Lourenço.  Assim como Chico Lourenço, outros seringueiros distribuíam o chá na floresta, cada um seguindo seu próprio ritual.
Segundo afirmam seus discípulos, quando José Gabriel da Costa bebeu o chá pela primeira vez, iniciou sua missão espiritual. Ele próprio começou a distribuir o chá a partir de 27 de fevereiro de 1960, já reconhecido pelos seringueiros como Mestre. Mestre Gabriel denominou o chá de "Vegetal", nome pelo qual a bebida passou a ser chamada.
Seguiu distribuindo o Vegetal por responsabilidade própria e trazendo sua doutrina às pessoas, até que, numa sessão realizada no Seringal Sunta em 22 de julho de 1961, Mestre Gabriel declarou que estava (re)criada a União do Vegetal, com o objetivo de trabalhar o ser humano no sentido de desenvolver suas virtudes morais, intelectuais e espirituais. A data passou então a ser comemorada como o aniversário de fundação da instituição, hoje denominada Centro Espírita Beneficente União do Vegetal.

## Da floresta para os centros urbanos
No dia 31 de dezembro de 1964, Mestre Gabriel deixou o Seringal Sunta, retornando com a família para Porto Velho, de maneira a desenvolver no meio urbano as atividades religiosas da sociedade que havia criado, dizendo que as pessoas da floresta precisam beber o Vegetal, mas as pessoas da cidade precisam muito mais.
Nessa época, Mestre Gabriel já se encontrava acompanhado de alguns discípulos. Muitos deles, formados por ele, tornaram-se os primeiros mestres responsáveis pela expansão da doutrina da União do Vegetal por todo o País.
No início, a UDV não tinha registro oficial. A polícia chegou a prender o Mestre Gabriel, mas, por não apresentar provas, este foi posto em liberdade no dia seguinte. Esse acontecimento resultou em uma resposta da UDV, com a publicação no Jornal Alto Madeira do artigo "Convicção do Mestre", datado de 6 de outubro de 1967. Esse artigo representou uma defesa pública dos princípios e objetivos da religião à sociedade porto-velhense, bem como deu início à institucionalização da sociedade religiosa, com o registro cartorário na cidade de Porto Velho, em 12 de março de 1968, após constituída sua diretoria.
Em 29 de julho de 1967, Mestre Gabriel deu autorização a um dos seus discípulos, Florêncio Siqueira de Carvalho, para iniciar as atividades da União do Vegetal na cidade de Manaus, Estado do Amazonas. Foi o primeiro passo para a expansão da UDV no País. De Manaus, a União do Vegetal chegou, alguns anos depois, a outras capitais brasileiras e ao exterior.
Em fevereiro de 1970, a UDV teve suas atividades temporariamente suspensas pela Divisão de Segurança e Guarda do Território Federal de Rondônia. A instituição impetrou mandado de segurança, e suas atividades retornaram em abril de 1970; e com esse sentido de sua institucionalização passou a denominar-se Centro Espírita Beneficente União do Vegetal, a partir de 10 de agosto de 1971.
Mestre Gabriel morreu no dia 24 de setembro de 1971, no Hospital de Base, então Hospital Distrital, na cidade de Brasília, Distrito Federal, onde se encontrava hospitalizado. O Centro Espírita Beneficente União do Vegetal já estava constituído como instituição religiosa oficialmente registrada, e os primeiros 23 mestres já haviam sido formados por Mestre Gabriel. Em 1982, houve a transferência, de Porto Velho para Brasília, da Sede Geral do Centro, pela necessidade de atender às demandas de crescimento da instituição.